# Ash Fork
Ash Fork ist ein Census-designated place im Yavapai County im US-Bundesstaat Arizona. Das U.S. Census Bureau hat bei der Volkszählung 2020 eine Einwohnerzahl von 361 ermittelt.

## Verkehr
Südlich des Ortes verläuft die Interstate 40.